# Churchill Residence
Churchill Residence est un gratte-ciel résidentiel de 61 étages construit en 2010 à Dubaï. La hauteur de la tour est de 235 mètres.  